# D'elles
D'elles är ett studioalbum av den kanadensiska sångaren Céline Dion. Det gavs ut den 18 maj 2007 och innehåller 13 låtar.

## Låtlista
| Nr  | Titel                                            | Längd |
| --- | ------------------------------------------------ | ----- |
| 1.  | Et s'il n'en restait qu'une (je serais celle-là) | 3:32  |
| 2.  | Immensité                                        | 3:34  |
| 3.  | A cause                                          | 3:14  |
| 4.  | Je cherche l'ombre                               | 3:12  |
| 5.  | Les paradis                                      | 3:56  |
| 6.  | La diva                                          | 4:23  |
| 7.  | Femme comme chacune                              | 3:39  |
| 8.  | Si j’étais quelqu’un                             | 3:57  |
| 9.  | Je ne suis pas celle                             | 4:12  |
| 10. | Le temps qui compte                              | 2:54  |
| 11. | Lettre de George Sand à Alfred de Musset         | 4:31  |
| 12. | On s'est aimé à cause                            | 4:04  |
| 13. | Berceuse                                         | 2:39  |

## Listplaceringar
| Lista               | Topplacering |
| ------------------- | ------------ |
| Belgien (Flandern)  | 18           |
| Belgien (Vallonien) | 1            |
| Frankrike           | 1            |
| Nederländerna       | 50           |
| Schweiz             | 3            |